# Neodrymonia discosticta
Neodrymonia discosticta är en fjärilsart som beskrevs av George Francis Hampson 1900. Neodrymonia discosticta ingår i släktet Neodrymonia och familjen tandspinnare. Inga underarter finns listade i Catalogue of Life.